# Шукти
Шукти (рос. Шукты) — село Акушинського району, Дагестану Росії. Входить до складу муніципального утворення Сільрада Шуктинська.
Населення — 613 (2010).

## Населення
За даними перепису населення 2002 року в селі мешкало 863 особи. В тому числі 426 (49,36 %) чоловіків та 437 (50,64 %) жінок.
Переважна більшість мешканців — даргинці (100 % від усіх мешканців). У селі переважає гапшиминська мова.
У 1959 році в селі проживало 732 особи.